# 芥园街道
芥园街道，是中华人民共和国天津市红桥区下辖的一个乡镇级行政单位。

## 行政区划
芥园街道下辖以下地区：
芥园大堤社区、隆春里社区、弘丽园社区、水西园社区、世春里社区、泉春里社区、河滨花苑社区和河庭花苑社区。